# Томская духовная семинария
Томская православная духовная семинария — высшее специальное ученое заведение Русской православной церкви, готовящее священнослужителей, регентов церковных хоров и псаломщиков.

## История
Открыта 21 сентября 1858 года стараниями епископа Парфения (Попова). Первоначально не имела своего помещения и располагалась в архиерейском доме, но заботами Макария (Невского) в 1899 году она перешла в специально построенное для неё в 1896—1899 годах здание на Никитской улице (ныне улица Никитина, 8) по проекту А. Морозова при участии Ф. Гута.
Открытый 3 октября 1899 года семинарский комплекс стал украшением Томска, включал в себя храм Святителя Иннокентия Иркутского (освящён в 1900 году), общежитие, учебные классы, больницу, столовую, баню, электростанцию, гимнастический зал, кегельбан, спортивную площадку для игр в мяч, зимой заливался ледяной каток; работали местная система отопления, водопровод. В пойме протекавшей тогда неподалёку речки Игуменки (ныне зарыта) был устроен сад. В 1910 году в саду была устроена пасека, при которой в летнее время проводились занятия по пчеловодству для учителей сельских школ.
В марте 1920 года семинарский комплекс был реквизирован, его помещения и бывший Семинарский сад последовательно отходили 25-й Томской пехотной школе командного состава РККА (1920—1925), артиллерийской школе (1925—1928), Томскому артучилищу (ТАУ, 1928—1945), ТОКЗАУ (Томскому ордена Красной Звезды артиллерийскому училищу), Томскому ордена Красной Звезды зенитно-артиллерийскому училищу и, наконец, с середины шестидесятых — Томскому высшему военному командному училищу связи (до марта 1999), затем — Томскому военно-медицинскому институту (1999—2010). Был утрачен Cеминарский сад, пересыхающую реку Игуменку засыпали.
С момента закрытия ТВМИ в 2010 году комплекс стоял заброшенным. В 2012 году архиепископ Томский Ростислав (Девятов) обратился в мэрию о возврате бывшего здания семинарии в собственность епархии. Комплексу был придан статус объекта культурного наследия, а в 2013 году комплекс был передан администрации Томска.
12 февраля 2016 года главное здание пострадало в сильном пожаре (были уничтожены все три этажа), что грозило полным разрушением комплекса.
16 октября 2017 года комплекс был передан в собственность Томской епархии. 8 октября 2018 года мэр Томска Иван Кляйн и митрополит Томский и Асиновский Ростислав подписали акт приема-передачи объекта культурного наследия регионального значения 1899 года — постройки по улице Никитина, 8, строения 4 и 5. В апреле 2021 года комплекс был внесён в план восстановления за счёт средств федерального бюджета по программе развития культуры.
25 июля 2024 года Священный синод РПЦ постановил открыть в Томской духовной семинарии образовательную программу по профилю «Регент» («Дирижер церковного хора» — 48.03.01).

## Новая история

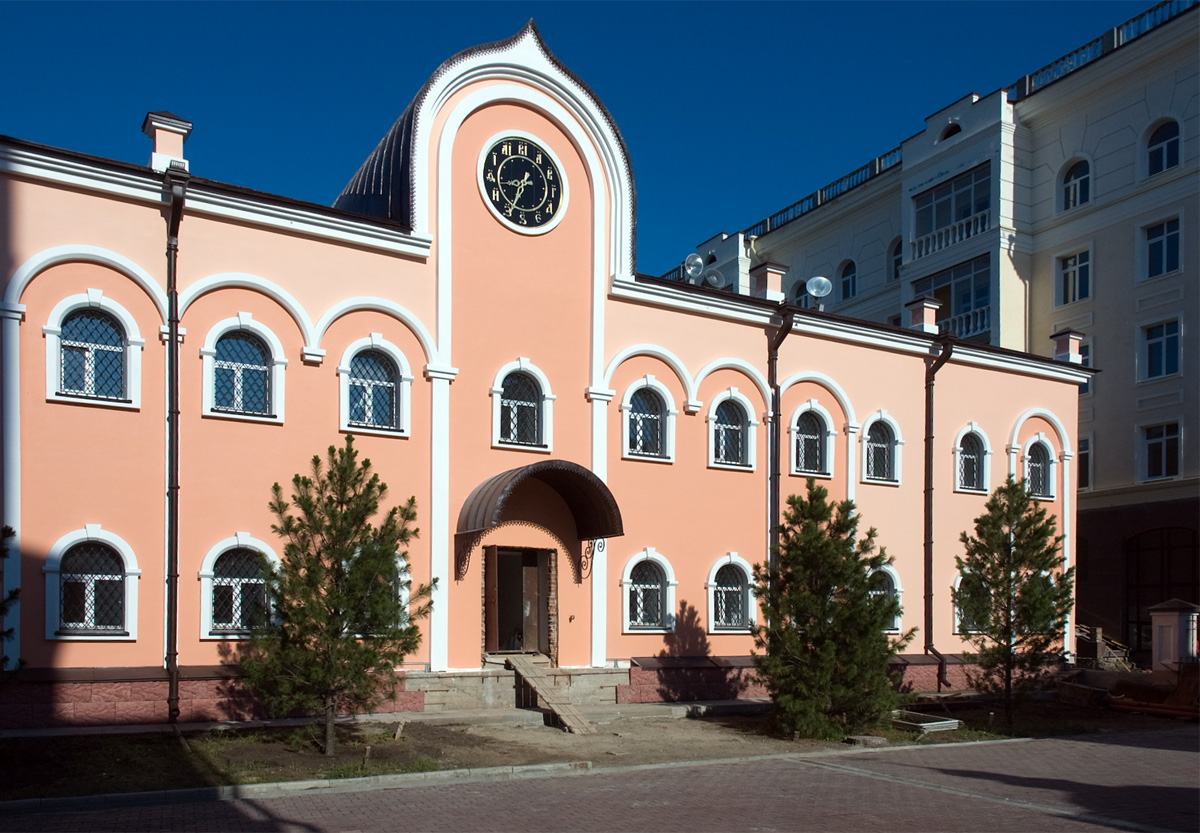
Музей Томской духовной семинарии

Весной 1991 года Патриарх Алексий II дал высокую оценку Томску как крупному образовательному центру в Сибири, но при этом высказал своё сожаление о том, что в городе отсутствует духовное образование и благословил возродить в Томске духовную семинарию.
11 августа 1992 года в Томске открыто духовное училище. Первоначально училище располагалось на территории Петропавловского кафедрального собора. В 1993 году Семинарии были предоставлены помещения базы областного «Книготорга» по адресу: ул. Советская, 47 с примыкающим к ним зданием храма Св. блг. кн. Александра Невского.
Решением Священного Синода от 16 июня 1995 года официально именуется Томской духовной семинарией.
В 1998 году Семинария переходит на 5-летний срок обучения. В 2000 году впервые получила лицензию на «право ведения образовательной деятельности» от МинЮста.
В 2002 году во время второго посещения г. Томска Патриархом Московским и Всея Руси Алексеем II, были освящены Богоявленский собор (его правый придел) и помещения Семинарии.
В настоящее время Семинария располагается при Богоявленском кафедральном соборе по адресу: пр. Ленина, 82.
В апреле 2013 года митрополит Томский и Асиновский Ростислав озвучил идею создания в Томске православной духовной академии.
13 декабря 2023 года приказом Федеральной службы по надзору в сфере образования и науки № 2077 Томская духовная семинария получила бессрочную аккредитацию по основной образовательной программе «48.03.01 Теология» уровня высшего образования бакалавриата. 31 мая 2024 года по результатам аккредитационной экспертизы основной образовательной программы «Теология» в отношении уровня высшего образования бакалавриат 48.03.01 «Теология», реализуемой в Омской духовной семинарии, Федеральной службы по надзору в сфере образования и науки подтверждено соответствие качества образования аккредитационным показателям.

## Ректоры
- 22 апреля 1858 — 23 августа 1861 — Вениамин (Благонравов)
- 1861—1876 — Моисей (Рыбальский)
- 1878—1881 — Варфоломей (Медведев)
- 25 марта 1882—1884, и. о. — Акакий (Заклинский)
- 1884—1891 — Акакий (Заклинский)
- 1891—1897 — Никанор (Надеждин)
- 1897—1901 — Григорий (Яцковский)
- 1901—1903 — Иннокентий (Кременский)
- 1903—1906 — Иоанн Панормов, протоиерей
- 1906—1908 — Мелетий (Заборовский)
- 15 января 1909—1912 — Евфимий (Лапин)
- 1912—1920 — Алексий Курочкин, протоиерей
- 16 июня 1995 — 16 февраля 1999 — Борис Пивоваров, протоиерей
- 16 февраля 1999 — 16 июля 2020 — Ростислав (Девятов)
- с 16 июля 2020 года — Иосиф (Ерёменко), архимандрит[17]